# Valdetorres de Jarama
Valdetorres de Jarama – miasto w Hiszpanii we wspólnocie autonomicznej Madryt, 40 km od Madrytu. Na terenie miasta i gminy znajdują się specjalne siedliska przyrodnicze i obszary chronione ptaków takich jak: drop czy pustułka. W Valdetorres de Jarama są dwa żłobki oraz publiczna szkoła dla niemowląt i szkół podstawowych.